# Kim Hartman (sportkommentator)
Frans Kim Kristofer Hartman, född 13 november 1946 i Karlskrona, är en svensk sportkommentator boende i Rosersberg.
Hartman är en känd snookerprofil i Sverige. Hans intresse för snooker började hösten 1963, på väg till en fotbollsträning gick han förbi en gammal biograf vid Fridhemsplan i Stockholm där det var fullt ståhej. Han gick in och såg att biografen höll på att byggas om till biljardhall. Och när han för första gången fick se ett biljardbord, med de runda kloten som reflekterade ljuset från lamporna ovanför, var han fast. Senare kom han att äga en biljardhall själv. 1982 var han med att importera det första snookerbordet till Sverige.
Kim Hartman är kommentator på Eurosports snookersändningar, där han bland annat blivit uppmärksammad för sina liknelser. Fram till 2020 hade han lett 3500 snookersändningar i TV.
Hartman har också varit domare, bland annat vid amatör-VM i snooker. Han har dömt det hittills enda maximumbreaket som gjorts i Sverige; det utfördes av kanadensaren Alain Robidoux i en uppvisningsmatch mot landsmannen Jim Wych i Biljardpalatset i Stockholm 1986.

## Utmärkelser
- Årets kommentator på Eurosport 2004.